# Mchenga flavimanus
Mchenga flavimanus е вид лъчеперка от семейство Цихлиди (Cichlidae).

## Разпространение
Видът е ендемичен за езерото Малави.